# Russia all'Eurovision Song Contest
La Russia ha debuttato all'Eurovision Song Contest nel 1994, anche se l'Unione Sovietica stava progettando un possibile debutto nel 1987 per avvicinarsi all'Occidente. Nell'edizione del 1996 ci fu una preselezione per poter partecipare al concorso, ma la Russia fu uno dei sette paesi che non riuscì a qualificarsi. Dopo aver collezionato due terzi e tre secondi posti, ha vinto nel 2008 con Dima Bilan, acquisendo il diritto a ospitare l'edizione 2009. Seguiranno altri due secondi posti e due terzi posti.
Dal 2008, la partecipazione e la trasmissione dell'evento sono attribuite alternativamente ai canali televisivi pubblici Pervyj kanal e Rossija 1 (quest'ultima parte di VGTRK).
Per la prima volta dall'introduzione delle semifinali, nel 2018, non si qualifica per la finale.
In seguito alla decisione dell'UER di escludere la nazione dal partecipare all'edizione 2022 del concorso dovuto alla crisi russo-ucraina del 2021-2022, con la successiva invasione del territorio ucraino da parte delle forze armate russe, il 26 febbraio 2022 tutte le emittenti russe hanno interrotto l'affiliazione con l'ente paneuropeo.

## Eurovision Song Contest 2017
Per l'edizione 2017 del concorso, la Russia aveva scelto la cantante affetta da disabiltà Julija Samojlova, che avrebbe dovuto rappresentare la Federazione con la canzone Flame Is Burning. Però, il 22 marzo dello stesso anno i servizi di sicurezza ucraini emisero un divieto di accesso per tre anni sul territorio ucraino nei confronti della cantante. La causa di ciò era un'esibizione del 2015 di Julija Samojlova in Crimea, la cui annessione alla Russia nel 2014 è contestata dall'Ucraina, senza aver ottenuto l'assenso delle autorità ucraine. Il supervisore esecutivo dell'evento Jon Ola Sand, aveva espresso la volontà di parlare con il comitato di sicurezza ucraino per posticipare il bando imposto a Samojlova, tuttavia, il 31 marzo 2017, il divieto venne reso definitivo. Dopo le controversie dovute al bando, il canale televisivo russo Pervyj Kanal annunciò ufficialmente che non avrebbe trasmesso l'evento, una decisione che equivaleva alla rinuncia della Russia a partecipare all'Eurovision Song Contest 2017 Precedentemente era stato annunciato da Rossija 1 e Pervyj kanal che, in caso di mancato ritiro del bando imposto dalle autorità ucraine, Julija Samojlova avrebbe rappresentato la Russia all'edizione del 2018, cosa poi successivamente confermata.

## Partecipazioni
- Primo posto
- Secondo posto
- Terzo posto
- Ultimo posto

| Anno                                    | Artista                      | Canzone                   | Lingua           | Posizione           | Posizione           | Posizione                | Posizione                |
| Anno                                    | Artista                      | Canzone                   | Lingua           | Finale              | Punti               | Semi                     | Punti                    |
| --------------------------------------- | ---------------------------- | ------------------------- | ---------------- | ------------------- | ------------------- | ------------------------ | ------------------------ |
| 1994                                    | Youddiph                     | Večnyj strannik           | Russo            | 9º                  | 70                  | Niente semifinali        | Niente semifinali        |
| 1995                                    | Filipp Kirkorov              | Kolybel'naja dlja vulkana | Russo            | 17º                 | 17                  | Niente semifinali        | Niente semifinali        |
| 1996                                    | Andrej Kosinskij             | Ja ėto ja                 | Russo            | Non qualificata     | Non qualificata     | 26º                      | 14                       |
| 1997                                    | Alla Pugačëva                | Primadonna                | Russo            | 15º                 | 33                  | Niente semifinali        | Niente semifinali        |
| Nessuna partecipazione dal 1998 al 1999 |                              |                           |                  |                     |                     | Niente semifinali        | Niente semifinali        |
| 2000                                    | Alsou                        | Solo                      | Inglese          | 2º                  | 155                 | Niente semifinali        | Niente semifinali        |
| 2001                                    | Mumij Troll'                 | Lady Alpine Blue          | Inglese          | 12º                 | 37                  | Niente semifinali        | Niente semifinali        |
| 2002                                    | Prime Minister               | Northern Girl             | Inglese          | 10º                 | 55                  | Niente semifinali        | Niente semifinali        |
| 2003                                    | t.A.T.u.                     | Ne ver', ne bojsja        | Russo            | 3º                  | 164                 | Niente semifinali        | Niente semifinali        |
| 2004                                    | Julija Savičeva              | Believe Me                | Inglese          | 11º                 | 67                  | Top 11 l'anno precedente | Top 11 l'anno precedente |
| 2005                                    | Natal'ja Podol'skaja         | Nobody Hurt No One        | Inglese          | 15º                 | 57                  | Top 12 l'anno precedente | Top 12 l'anno precedente |
| 2006                                    | Dima Bilan                   | Never Let You Go          | Inglese          | 2º                  | 248                 | 3º                       | 217                      |
| 2007                                    | Serebro                      | Song #1                   | Inglese          | 3º                  | 207                 | Top 10 l'anno precedente | Top 10 l'anno precedente |
| 2008                                    | Dima Bilan                   | Believe                   | Inglese          | 1º                  | 272                 | 3º                       | 135                      |
| 2009                                    | Anastasija Prychod'ko        | Mamo                      | Russo, ucraino   | 11º                 | 91                  | Paese ospitante          | Paese ospitante          |
| 2010                                    | Peter Nalitch & Friends      | Lost and Forgotten        | Inglese          | 11º                 | 90                  | 7º                       | 74                       |
| 2011                                    | Aleksej Vorob'ëv             | Get You                   | Inglese, russo   | 16º                 | 77                  | 9º                       | 64                       |
| 2012                                    | Buranovskie babuški          | Party for Everybody       | Udmurto, inglese | 2º                  | 259                 | 1º                       | 152                      |
| 2013                                    | Dina Garipova                | What If                   | Inglese          | 5º                  | 174                 | 2º                       | 156                      |
| 2014                                    | Anastasija e Maria Tolmačëvy | Shine                     | Inglese          | 7º                  | 89                  | 6º                       | 63                       |
| 2015                                    | Polina Gagarina              | A Million Voices          | Inglese          | 2º                  | 303                 | 1º                       | 182                      |
| 2016                                    | Sergej Lazarev               | You Are the Only One      | Inglese          | 3º                  | 491                 | 1º                       | 342                      |
| 2017                                    | Julija Samojlova             | Flame Is Burning          | Inglese          | Ritirata            | Ritirata            | Ritirata                 | Ritirata                 |
| 2018                                    | Julija Samojlova             | I Won't Break             | Inglese          | Non qualificata     | Non qualificata     | 15º                      | 65                       |
| 2019                                    | Sergej Lazarev               | Scream                    | Inglese          | 3º                  | 369                 | 6º                       | 217                      |
| 2020                                    | Little Big                   | Uno                       | Inglese          | Edizione cancellata | Edizione cancellata | Edizione cancellata      | Edizione cancellata      |
| 2021                                    | Maniža                       | Russian Woman             | Russo, inglese   | 9º                  | 204                 | 3º                       | 225                      |
| Nessuna partecipazione dal 2022 al 2026 |                              |                           |                  |                     |                     |                          |                          |

Note:
- Nel 1996 la Russia non è riuscita a qualificarsi per il concorso. Quell'anno, infatti, ci fu una pre-qualificazione audio per tutti i paesi in gara (esclusa la Norvegia in quanto paese organizzatore). Sul sito ufficiale dell'Eurovision questa partecipazione non viene calcolata.
- Nel 1999 alla Russia fu impedita la partecipazione, in quanto l'anno precedente non trasmise l'evento.
- Se un paese vince l'edizione precedente, non deve competere nelle semifinali nell'edizione successiva. Inoltre, dal 2004 al 2007, i primi dieci paesi che non erano membri dei Big Four non dovevano competere nelle semifinali nell'edizione successiva. Se, ad esempio, Germania e Francia si collocavano tra i primi dieci, i paesi che si erano piazzati all'11º e al 12º posto avanzavano alla serata finale dell'edizione successiva insieme al resto della top 10.

## Statistiche di voto
Fino al 2021, le statistiche di voto della Russia sono le seguenti:
| # | Stato       | Punti |
| - | ----------- | ----- |
| 1 | Azerbaigian | 124   |
| 2 | Ucraina     | 108   |
| 3 | Armenia     | 91    |
| 4 | Moldavia    | 79    |
| 5 | Grecia      | 76    |

| # | Stato       | Punti |
| - | ----------- | ----- |
| 1 | Estonia     | 187   |
| 2 | Lettonia    | 175   |
| 3 | Bielorussia | 166   |
| 4 | Israele     | 151   |
| 5 | Moldavia    | 148   |

| # | Stato       | Punti |
| - | ----------- | ----- |
| 1 | Azerbaigian | 213   |
| 2 | Armenia     | 187   |
| 3 | Moldavia    | 185   |
| 4 | Ucraina     | 172   |
| 5 | Grecia      | 119   |

| # | Stato       | Punti |
| - | ----------- | ----- |
| 1 | Moldavia    | 267   |
| 2 | Estonia     | 251   |
| 3 | Lettonia    | 240   |
| 4 | Azerbaigian | 220   |
| 5 | Armenia     | 217   |

## Altri premi ricevuti

### Marcel Bezençon Award
I Marcel Bezençon Awards sono stati assegnati per la prima volta durante l'Eurovision Song Contest 2002 a Tallinn, in Estonia, in onore delle migliori canzoni in competizione nella finale. Fondato da Christer Björkman (rappresentante della Svezia nell'Eurovision Song Contest del 1992 e capo della delegazione per la Svezia fino al 2021) e Richard Herrey (membro del gruppo Herreys e vincitore dalla Svezia nell'Eurovision Song Contest 1984), i premi prendono il nome del creatore del concorso, Marcel Bezençon.
I premi sono suddivisi in 3 categorie:
- Press Award: Per la miglior voce che viene votata dalla stampa durante l'evento.
- Artistic Award: Per il miglior artista, votato fino al 2009 dai vincitori delle scorse edizioni. A partire dal 2010 viene votato dai commentatori.
- Composer Award: Per la miglior composizione musicale che viene votata da una giuria di compositori.

| Anno | Categoria   | Artista        | Canzone              | Compositore                                                        |
| ---- | ----------- | -------------- | -------------------- | ------------------------------------------------------------------ |
| 2016 | Press Award | Sergej Lazarev | You Are the Only One | Filipp Kirkorov, Dimitris Kontopoulos, John Ballard, Ralph Charlie |

### Barbara Dex Award
Il Barbara Dex Award è un riconoscimento non ufficiale con il quale viene premiato l'artista peggio vestito all'Eurovision Song Contest. Prende il nome dall'omonima artista belga che nell'edizione del 1993 si è presentata con un abito che lei stessa aveva confezionato e che aveva attirato l'attenzione negativa dei commentatori e del pubblico.
| Anno | Categoria         | Artista  | Canzone            | Compositore                                  |
| ---- | ----------------- | -------- | ------------------ | -------------------------------------------- |
| 2003 | Barbara Dex Award | t.A.T.u. | Ne ver', ne bojsja | Mars Lasar, Ivan Šapovalov, Valerij Polienko |

## Città ospitanti
| Anno | Città | Luogo          | Presentatori                                                                 |
| ---- | ----- | -------------- | ---------------------------------------------------------------------------- |
| 2009 | Mosca | SC Olimpijskij | Semifinali: Natal'ja Vodjanova e Andrej Malachov Finale: Alsou e Ivan Urgant |